# Канделяриелла золотистенькая
Канделярие́лла золоти́стенькая (лат. Candelariella aurella) — вид лихенизированных аскомицетов, включённый в род Канделяриелла (Candelariella) семейства Канделяриевые (Candelariaceae).

## Описание
Таллом накипной, очень тонкий, зернистый, жёлтого, оранжево-жёлтого или зеленовато-жёлтого цвета, часто слаборазвитый и малозаметный. Апотеции 0,2—0,7(1,5) мм в диаметре, многочисленные, разбросанные по слоевищу, с плоским, затем выпуклым диском светло- или ржаво-жёлтого цвета с цельным или разорванным краем. Эпитеций (внешний слой апотеция) золотисто-жёлтого цвета, теций бесцветный, гипотеций бледный.
Аски восьмиспоровые, булавовидной формы. Споры часто двуклеточные, эллиптической формы, 16,5—23,5×6,5—8 мкм.
При контакте с раствором KOH слоевище не меняет цвета, приобретает красноватый оттенок или становится более ярко-жёлтым. Теций с иодом синеет.

## Экология, ареал
Встречается на известняках и богатых известью почвах, нередко на черепице и цементе, изредка — на обработанной древесине. Широко распространённый на равнинных ландшафтах вид, известный в Евразии, Северной Африке, Гренландии, Северной и Центральной Америке (пустыня Сонора в Аризоне, Калифорнии и Нижней Калифорнии).

## Таксономия и систематика

### Синонимы
- Callopisma epixantha (Ach.) Müll.Arg., 1889
- Caloplaca epixantha (Ach.) Flagey, 1888
- Caloplaca vitellina f. aurella (Hoffm.) Th.Fr., 1861
- Caloplaca vitellina subvar. aurella (Hoffm.) Boistel, 1903
- Caloplaca vitellina var. aurella (Hoffm.) H.Olivier, 1901
- Candelaria aurella (Hoffm.) Arnold, 1879
- Candelariella cerinella (Wallr.) Zahlbr., 1907
- Candelariella epixantha (Ach.) Sandst., 1912
- Candelariella vitellina f. aurella (Hoffm.) Sandst., 1912
- Candelaria epixantha (Ach.) Arnold, 1868
- Candelaria vitellina var. aurella (Hoffm.) Hazsl., 1884
- Gyalolechia aurella (Hoffm.) Körb., 1859
- Gyalolechia epixantha (Ach.) Stein, 1879
- Lecanora aurella (Hoffm.) Röhl., 1813
- Lecanora cerinella Flörke ex Steud. & Hochst., 1826, nom. inval.
- Lecanora cerinella (Wallr.) Vain., 1909
- Lecanora epixantha (Ach.) Nyl., 1856
- Lecanora vitellina var. epixantha (Ach.) Nyl., 1866
- Lecidea epixantha Ach., 1808
- Lecidea luteo-alba var. oligotera Ach., 1808
- Parmelia aurella (Hoffm.) Wallr., 1831
- Parmelia aurella var. cerinella Wallr., 1831
- Parmelia murorum var. aurella (Hoffm.) Ach., 1803
- Parmelia vitellina var. epixantha (Ach.) Torss., 1843
- Patellaria aurella (Hoffm.) Hoffm., 1801
- Patellaria epixantha (Ach.) Duby, 1830
- Placodium aurellum (Hoffm.) Hepp, 1857
- Placodium vitellinum var. aurellum (Hoffm.) Tuck., 1882
- Verrucaria aurella Hoffm., 1796basionym
- Zeora vitellina f. cerinella (Wallr.) Flot., 1849
- Zeora vitellina var. aurella (Hoffm.) Flot., 1849